# Зіріклитамак
Зіріклитама́к (рос. Зириклытамак, башк. Ереклетамаҡ) — присілок у складі Біжбуляцького району Башкортостану, Росія. Входить до складу Кош-Єлгинської сільської ради.
Населення — 64 особи (2010; 80 в 2002).
Національний склад:
- чуваші — 99 %